# NFC North
De National Football Conference North Division of NFC North is een divisie van de NFL's National Football Conference. De divisie heeft vier deelnemers: Chicago Bears, Detroit Lions, Green Bay Packers en Minnesota Vikings. Samen hebben de teams vijf Super Bowl overwinningen op hun naam staan, waarvan vier van de Packers en een van de Bears.

## Teams
De volgende teams hebben in de NFC North gespeeld:
| Team              | Stad                   | Periode in NFC North | NFC North-titels | Super Bowls | Eerdere naam |
| ----------------- | ---------------------- | -------------------- | ---------------- | ----------- | ------------ |
| Chicago Bears     | Chicago, Illinois      | 2002–heden           | 4                | geen        |              |
| Detroit Lions     | Detroit, Michigan      | 2002–heden           | 2                | geen        |              |
| Green Bay Packers | Green Bay, Wisconsin   | 2002–heden           | 12               | 1 (2010)    |              |
| Minnesota Vikings | Minneapolis, Minnesota | 2002–heden           | 5                | geen        |              |

## Divisie-indeling
De NFC North werd samen met de NFC South opgericht in 2002, toen het aantal divisies in de NFC en de AFC werd vergroot van drie naar vier. De NFC North en South kwamen in de plaats van de NFC Central. Vier van de vijf NFC Central-teams spelen nu in de NFC North, alleen de Tampa Bay Buccaneers werden geplaatst in de NFC South. Je zou de NFC North dan ook kunnen zien als opvolger van de NFC Central.
De NFC North is ook de thuisdivisie van de twee succesvolste teams in de NFL: de Green Bay Packers (13) en de Chicago Bears (9) wonnen samen bijna een kwart van alle kampioenschappen in de historie van de NFL.
- 2002-heden: Chicago Bears, Detroit Lions, Green Bay Packers en Minnesota Vikings.

## Winnaars
In dit overzicht zijn de ploegen te vinden die zich voor de NFC North wisten te plaatsen voor de play-offs, met tussen haakjes de bereikte ronde.
| Kleur of afkorting | Betekenis                                  |
| ------------------ | ------------------------------------------ |
| Geel               | NFC North-team won NFC-titel en Super Bowl |
| Blauw              | NFC North-team won NFC-titel               |
| (SB)               | Team won NFC-titel en Super Bowl           |
| (F)                | Team won NFC-titel                         |
| (HF)               | Team verloor NFC Championship              |
| (KF)               | Team verloor Divisional Playoffs           |
| (WC)               | Team verloor Wild Card Playoffs            |

| Seizoen | Divisie-winnaar        | Balans | Percentage | Wild-Card-teams                                |
| ------- | ---------------------- | ------ | ---------- | ---------------------------------------------- |
| 2002    | Green Bay Packers (WC) | 12-0-4 | 0,750      |                                                |
| 2003    | Green Bay Packers (KF) | 10-0-6 | 0,625      |                                                |
| 2004    | Green Bay Packers (WC) | 10-0-6 | 0,625      | Minnesota Vikings (KF)                         |
| 2005    | Chicago Bears (KF)     | 11-0-5 | 0,688      |                                                |
| 2006    | Chicago Bears (F)      | 13-0-3 | 0,813      |                                                |
| 2007    | Green Bay Packers (HF) | 13-0-3 | 0,813      |                                                |
| 2008    | Minnesota Vikings (WC) | 10-0-6 | 0,625      |                                                |
| 2009    | Minnesota Vikings (HF) | 12-0-4 | 0,750      | Green Bay Packers (WC)                         |
| 2010    | Chicago Bears (HF)     | 11-0-5 | 0,688      | Green Bay Packers (SB)                         |
| 2011    | Green Bay Packers (KF) | 15-0-1 | 0,938      | Detroit Lions (WC)                             |
| 2012    | Green Bay Packers (KF) | 11-0-5 | 0,688      | Minnesota Vikings (WC)                         |
| 2013    | Green Bay Packers (WC) | 8-1-7  | 0,531      |                                                |
| 2014    | Green Bay Packers (HF) | 12-0-4 | 0,750      | Detroit Lions (WC)                             |
| 2015    | Minnesota Vikings (WC) | 11-0-5 | 0,688      | Green Bay Packers (KF)                         |
| 2016    | Green Bay Packers (HF) | 10-0-6 | 0,625      | Detroit Lions (WC)                             |
| 2017    | Minnesota Vikings (HF) | 13-0-3 | 0,813      |                                                |
| 2018    | Chicago Bears (WC)     | 12-0-4 | 0,750      |                                                |
| 2019    | Green Bay Packers (HF) | 13-0-3 | 0,813      | Minnesota Vikings (KF)                         |
| 2020    | Green Bay Packers (HF) | 13-0-3 | 0,813      | Chicago Bears (WC)                             |
| 2021    | Green Bay Packers (KF) | 13-0-4 | 0,765      |                                                |
| 2022    | Minnesota Vikings (WC) | 13-0-4 | 0,765      |                                                |
| 2023    | Detroit Lions (HF)     | 12-0-5 | 0,706      | Green Bay Packers (KF)                         |
| 2024    | Detroit Lions (KF)     | 15-0-2 | 0,882      | Minnesota Vikings (WC), Green Bay Packers (WC) |

## Records en trivia
- De Green Bay Packers zijn het enige team dat de Super Bowl won als NFC North-lid (in 2010).
- De Detroit Lions zijn het NFC North-team dat het langst wacht op plaatsing voor de play-offs (laatste keer was in 2016).
- De Green Bay Packers wisten tussen 2009 en 2016 achtmaal de play-offs te bereiken. Slechts één NFC-team zette ooit een langere reeks neer (Dallas Cowboys, 1975–1983)
- De beste score voor een NFC North-team in het reguliere seizoen is 0,938 (15 zeges en 1 nederlaag). Dit werd behaald door de Green Bay Packers in 2011.
- De slechtste score voor een NFC North-team in het reguliere seizoen is alles verliezen (16 duels). Dit werd behaald door de Detroit Lions in 2008.
- De Chicago Bears en de Green Bay Packers speelden vaker tegen elkaar dan welke andere NFL-teams; sinds hun eerste ontmoeting in 1921 werden er al 200 wedstrijden tussen beide teams gespeeld. De balans ligt momenteel (na het seizoen 2019) in het voordeel van de Packers: 99-95 met zes gelijke spelen.

American Football Conference
National Football Conference
Super Bowl · Pro Bowl